# Anatolij Sitnikov
Anatolij Andrejevič Sitnikov, sovjetski inženir * 20. januar 1940 Voskresen, Sovjetska zveza † 31. maj 1986 Moskva, Ruska SSR, Sovjetska zveza.                                             
Sitnikov je bil pomočnik namestnika glavnega inženirja reaktorja 1 jedrske elektrarne v Černobilu v času Černobilske nesreče.

## Biografija

### Zgodnje življenje
Anatolij Sitnikov se je rodil 20. januarja 1940 v Voskresenu. Študiral je na srednji šoli št. 3 in leta 1963 opravil diplomo na Dalekovzhodnem politehničnem inštitutu (DVPI). Istega leta se je zaposlil v jedrski elektrarni Leninsky Komsomol v Komsomolsk-on-Amurju, kjer je postal vodja mehaničnega urada nadzorne plošče elektrarne.

### Černobil
Maja 1975 se je Sitnikov na povabilo njegovega prijatelja Anatolija Djatlova z družino preselil v mesto Pripjat in se zaposlil v novo zgrajeni jedrski elektrarni v Černobilu. Med delom v elektrarni je bil zaposlen na delovnem mestu nadzornika izmene reaktorske turbine, namestnika nadzornika izmene elektrarne. Na vseh položajih se je izkazal kot dobro usposobljen strokovnjak visoke usposobljenosti, poskušal je temeljito preučiti tehnološke sheme, opremo, njihovo pravilno delovanje in je imel visoko učinkovitost. Svoje delo je obravnaval z visokim razumevanjem odgovornosti. Kot specialist je Sitnikov užival avtoriteto med delavci ter inženirskim in tehničnim osebjem.
26. aprila 1986 ponoči, ko je reaktor 4 v elektrarni eksplodiral, je bil Sitnikov vpoklican na pomoč k ekipi inženirjev, ki so v porušen reaktor dodajali vodo za ohladitev. Sitnikov je pregledal celoten blok reaktorja 4 in osrednjo dvorano ter se povzpel na streho bloka "B". Pozneje se je sestal v bunkerju skupaj z Anatolijem Djatlovom, glavnim inženirjem Nikolajem Fominom in direktorjem elektrarne Viktorjem Brjuhanom, kjer je sporočil stanje reaktorja. Sitnikov je povedal, da je sredica reaktorja res eksplodirala, vendar ga je glavni inženir Fomin preglasil in menil, da se to ne more zgoditi. Ko je Sitnikov izjavil, da tudi on ne ve, da kako je lahko do tega prišlo, je bil Djatlov hospitaliziran zaradi prevelikega ispostavljena sevanja. Fomin je nato naročil Sitniku, da naj gre na streho elektrarne k reaktorju, da preveri škodo in še enkrat pogleda, če je sredico res razneslo. Čeprav je Sitnikov sprva zavrnil, ker je mislil, da on tega ne zmore, ga je Fomin prepričal, da naj gre ter mu pri tem zaupal, da bo vse v redu. Sitnikov je odšel nazaj v elektrarno ter splezal na streho k porušenemu reaktorju 4 iz katarega se je še vedno kadil velik gost dim. Pogledal je v reaktor in bil pri tem izpostavljen smrtonosni dozi sevanja. Sitnikov se je nato vrnil v bunker, kjer je sporočil, da je škoda velika in da je sredico res razneslo.
Sitnikov je bil kmalu zaradi opečenega obraza in slabosti hospitaliziran v bolnišnici v Pripjatu, po evakuaciji mesta pa je bil odpeljan v posebno bolnišnico v Moskvi, kjer se je zdravil skupaj z vsemi inženirji iz elektrarne. 31. maja 1986 je Anatolij Sitnikov podlegel akutni pljučni edemomi in umrl v starosti 46 let. Pokopan je bil na mednarodnem pokopališču v Moskvi.

## Nagrade in v popularni kulturi
Leta 1996 je bil Sitnikov posmrtno nagrajen z ukrajinski priznanjem križa za pogum.
Sitnikov je bil upodobljen v HBO miniseriji Černobil iz leta 2019.